# Postdoc
Een postdoc (Engels, afkorting van: post-doctoral researcher, met andere woorden: na de wetenschappelijke promotie) is een veelal pas gepromoveerde junior-onderzoeker, die op basis van een tijdelijk contract (variërend van één tot vijf jaar) zelfstandig wetenschappelijk onderzoek verricht aan een universiteit of onderzoeksinstituut. Veelal betreft het een voortzetting van of een vervolg van het onderzoek dat deze reeds als doctorandus had verricht, maar doorgaans wel aan een andere instelling en vaak in een ander land. Kreeg de persoon gedurende de doctoraatsfase veel begeleiding, in de hoedanigheid van deze functie geniet hij of zij veel meer zelfstandigheid en verantwoordelijkheid voor het onderzoeksproject en het verwerven van gelden hiervoor. De bedoeling is dat een postdoc na een aantal jaren definitief wordt aangesteld als vaste onderzoeker aan een universiteit. In de praktijk zijn er in veel wetenschapsgebieden veel meer postdocs dan er vraag is naar vast aangesteld wetenschappelijk personeel.

## Nederland
In Nederland wordt de term soms ook gebruikt als afkorting van postdoctorale opleiding, een opleiding die men volgt na het behalen van een masterdiploma.